# M&T银行
M&T银行公司（M&T Bank Corporation）是一家美国纽约州水牛城的銀行控股公司，在美国东部的12个州设有1,000多家分行。
1976年以来，该银行每个季度都实现了盈利，除北方信托银行外，它是S&P 500中唯一一家在2007-2008年金融危机期间未降低股息的银行。

## 历史
该公司于1856年创立，当时名为制造商和贸易商信托公司（Manufacturers and Traders Trust Company），于当年8月29日在布法罗东天鹅街（East Swan Street）2号开设了第一家办事处。